# East (álbum)
East es el decimocuarto álbum en vivo del grupo alemán de música electrónica Tangerine Dream. Publicado por el sello TDI en mayo de 2004, recoge el concierto realizado en Berlín Este el 20 de febrero de 1990 tres meses después de la caída del Muro de Berlín.

## Producción

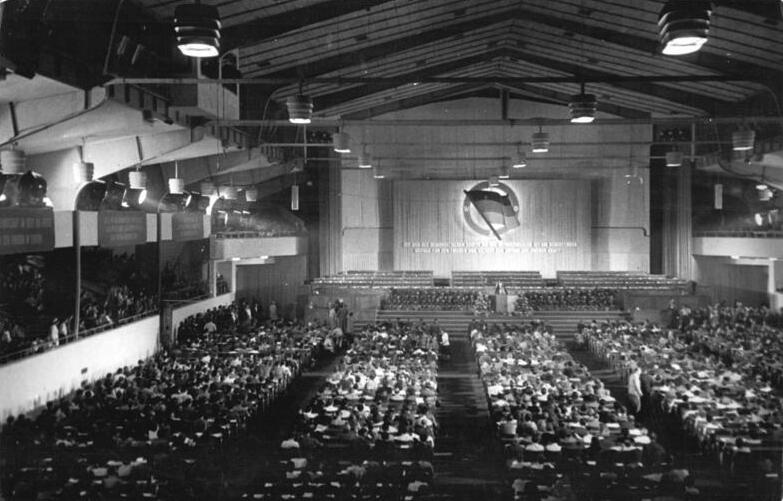
Detalle interior del Pabellón Werner-Seelenbinder-Halle (1951)

Tangerine Dream ya había realizado previamente conciertos en la República Democrática Alemana y, de hecho, fue el primer grupo procedente de la República Federal de Alemania en actuar allí tal como se recogió en el álbum en vivo Quichotte (1980). En febrero de 1990, tras la caída del Muro de Berlín y el progresivo colapso de la RDA, participaron en el concierto realizado ante 8.000 espectadores en el Pabellón Werner-Seelenbinder-Halle (Berlín Este) al que ocasionalmente se denomina "Brand'n'burger Concert".
Al grupo, entonces conformado por Edgar Froese y Paul Haslinger, se les unió Jerome Froese, Linda Spa y Hubert Waldner siendo la primera ocasión en que una alineación de cinco músicos participaba en un concierto de Tangerine Dream. Sería también el debut en vivo tanto de Jerome Froese como de Linda Spa.
En su extensa producción de álbumes esta es la única ocasión en que parte importante del listado de canciones proviene del segundo álbum de la etapa denominada "The Melrose Years" Lily on the Beach (1989). El resto de las canciones se completaron con temas de los álbumes de estudio Le Parc (1985) y Optical Race (1988) y de las bandas sonoras Miracle Mile (1989) y Destination Berlin (1989).

## Lista de temas
| N.º   | Título                        | Escritor(es)                                         | Duración |  |
| 1.    | «Marakesh»                    | Edgar Froese Paul Haslinger                          | 8:55     |  |
| 2.    | «Atlas Eyes»                  | Edgar Froese Paul Haslinger                          | 3:15     |  |
| 3.    | «Gaudi Park»                  | Edgar Froese Christopher Franke Johannes Schmoelling | 5:04     |  |
| 4.    | «Cat Scan»                    | Edgar Froese Paul Haslinger                          | 4:51     |  |
| 5.    | «Teetering Scales»            | Edgar Froese Paul Haslinger                          | 3:26     |  |
| 6.    | «Lily On The Beach»           | Edgar Froese Paul Haslinger                          | 4:04     |  |
| 7.    | «Nomad's Scale»               | Edgar Froese Paul Haslinger Ralf Wadephul            | 8:35     |  |
| 8.    | «Daybreak On The River Spree» | Edgar Froese Paul Haslinger                          | 3:46     |  |
| 9.    | «Longing For Cashba»          | Edgar Froese Paul Haslinger                          | 9:33     |  |
| 10.   | «Mount Shasta»                | Edgar Froese Paul Haslinger                          | 4:28     |  |
| 11.   | «Alaskan Summer»              | Edgar Froese Paul Haslinger                          | 3:31     |  |
| 12.   | «Wall-Street»                 | Edgar Froese Paul Haslinger                          | 3:17     |  |
| 13.   | «Hitchhikers Point»           | Edgar Froese Paul Haslinger                          | 4:55     |  |
| 14.   | «Long Island Sunset»          | Edgar Froese Paul Haslinger                          | 7:38     |  |
| 15.   | «Berlin Summer Nights»        | Edgar Froese Paul Haslinger                          | 4:31     |  |
| 79:49 |                               |                                                      |          |  |

## Personal
- Edgar Froese - teclados, guitarra, diseño de cubierta y producción
- Paul Haslinger - teclados y e-pad
- Jerome Froese - teclados, guitarra y masterización
- Hubert Walder - saxofón
- Linda Spa - saxofón
- Thorsten Quaeschning - edición
- Monika Froese - fotografía